# 埃斯拉姆·费鲁兹
埃斯拉姆·薩利赫·费鲁兹（Islam Salieh Feruz，1995年9月10日—）是蘇格蘭的職業足球運動員，司職前鋒，現由英格蘭足球超級聯賽車路士租借至蘇格蘭足球冠軍聯賽喜伯年。

## 外部連結
- 足球数据库：埃斯拉姆·费鲁兹的球员统计数据